# Joanna Dunham
Joanna Dunham (* 6. Mai 1936 in Luton, England; † 25. November 2014) war eine britische Schauspielerin.

## Leben und Wirken
Joanna Dunham war die Tochter des Technischen Zeichners Peter Browning und Constance Amy (Young) Dunham. Nach dem Besuch der Bedales School in Petersfield (Hampshire) erhielt sie ein Stipendium für Bühnenbildnerei und Malerei an der Slade School of Fine Art in London. Zu ihren Lehrern dort gehörten Thomas Monnington und Lucian Freud. In einer Universitätsaufführung des Stückes Dark of the Moon spielte sie 1955 neben Tom Courtenay die Rolle der Barbara Allen. Sie erhielt daraufhin ein Schauspielstipendium an der Royal Academy of Dramatic Art.
Ihr Debüt als Schauspielerin gab Dunham 1958 am Liverpool Playhouse als Schwester Thérèse im Stück The Deserters. 1960 debütierte sie in London am Westminster Theatre als Ellen in einer Produktion des Stückes Visit to a Small Planet von Gore Vidal. In ihrer weiteren Karriere als Theaterschauspielerin während der 1960er und 1970er Jahre spielte sie unter anderem die Vera in Turgenews A Month in the Country mit Ingrid Bergman und Michael Redgrave und die Elena in Kean von Jean-Paul Sartre sowie die Desdemona in Othello.
Ihren ersten Fernsehauftritt hatte Dunham 1958 als Louka in einer Inszenierung von George Bernard Shaws Arms and the Man. In den späten 1960er Jahren spielte sie Sister Benedict in der Fernsehserie Sanctuary mit Fay Compton. In den 1970er Jahren hatte sie über hundert Rollen in Fernsehserien und -filmen, darunter in Love Among the Artists (1979) und als Arlette in der dritten Staffel von Van der Valk. Ihre bekannteste Filmrolle als Maria Magdalena in Die größte Geschichte aller Zeiten (1965) erhielt sie auf Empfehlung von Marilyn Monroe. Weitere Rollen hatte sie im Horrorfilm The House That Dripped Blood (1971) und als Lady Astor in Scandal (1988) über die Profumo-Affäre.
Gegen Ende ihrer Schauspielkarriere begann Dunham wieder zu malen. Sie gründete eine eigene Galerie und stellte im New English Art Club in London und in der Royal Society of Portrait Painters aus.
Dunham war seit dem 3. Dezember 1961 mit Henry Osborne verheiratet. Ihre Ehe wurde 1972 geschieden. Zeitweise lebte sie mit dem Bühnenbildner Ralph Koltai zusammen. 1992 heiratete sie den Schriftsteller Reggie Oliver, mit dem sie in Suffolk lebte. Sie hatte zwei Kinder: Abigail und Benedict.

## Filmografie (Auswahl)
- 1965: Die größte Geschichte aller Zeiten Maria Magdalena
- 1970: Totentanz der Vampire (The House That Dripped Blood)
- 1976: Mondbasis Alpha 1 Episode „Koenig : 2“ (Space 1999, Episode "Missing Link")
- 1988: Minty und die Monduhr (Moondial, Fernsehserie)